# Novembre 1991

## Événements
- 3 novembre
  - (Formule 1) : Grand Prix automobile d'Australie.
  - massacre de Barrios Altos, à Lima (Pérou).
- 12 novembre : massacre au Timor oriental
- 19 - 21 novembre : à Paris, 4e sommet de la Francophonie
- 21 novembre : 
  - aux États-Unis, Civil Rights Act, loi sur la non-discrimination dans l'emploi.
  - Gérard d'Aboville achève sa traversée de l'océan Pacifique à la rame.
  - Le Finlandais Juha Kankkunen remporte le championnat du monde des rallyes
- 27 novembre :
  - Sortie du film My Girl de Howard Zieff

## Naissances
- 3 novembre : Priscilla Mburu, tireuse sportive kényane.
- 8 novembre : Kevin Tran, youtubeur français.
- 10 novembre : 
  - Sabri Alliche, judoka français.
  - Tony Snell, basketteur américain.
- 13 novembre : Matt Bennett, acteur américain.
- 17 novembre : Pierre Hubert Dibombe, boxeur français d'origine camerounaise.
- 29 novembre : Terunofuji Haruo, lutteur de sumo originaire de Mongolie.

## Décès
- 2 novembre : Mort Shuman, compositeur, chanteur et acteur américain.
- 5 novembre : Fred MacMurray, acteur et producteur américain.
- 6 novembre : 
  - Gene Tierney, actrice américaine.
  - Oreste Corbatta, footballeur argentin.
- 7 novembre : Gaston Monnerville, homme politique français.
- 8 novembre : 
  - Alain Laurent, musicien, comédien et auteur dramatique français.
  - Ferdinand Vrba, joueur de tennis tchécoslovaque.
- 9 novembre : Yves Montand, chanteur et acteur de cinéma.
- 12 novembre : 
  - Diane Brewster, actrice américaine.
  - Gabriele Tinti, acteur italien.
- 13 novembre : Paul-Émile Léger, cardinal canadien, archevêque de Montréal.
- 14 novembre : 
  - Bryden Thomson, chef d'orchestre écossais.
  - Tony Richardson, producteur, réalisateur et scénariste britannique.
- 15 novembre : Louis Michaud, homme politique français.
- 17 novembre : 
  - Eileen Agar, Artiste peintre et photographe anglaise.
  - Maurice Banach, footballeur allemand.
- 18 novembre : Gustáv Husák, homme politique tchécoslovaque.
- 23 novembre : Klaus Kinski, acteur allemand.
- 24 novembre : 
  - Anton Furst, décorateur de cinéma et designer britannique.
  - Eric Carr, batteur du groupe de hard rock américain Kiss.
  - Freddie Mercury, chanteur britannique du groupe de rock Queen.
  - Serge Vallin, cinéaste français.
- 25 novembre : Christian Montcouquiol dit « Nimeño II », matador français.
- 27 novembre : Harry Everett Smith, artiste américain.
- 29 novembre : Ralph Bellamy, acteur américain.